# Лонзарик, Гилберт Джордж
Гилберт Джордж Лонзарик (англ. Gilbert George Lonzarich, род. 1945) — физик твёрдого тела, работающий в Кавендишской лаборатории Кембриджского университета. Он особенно известен своими работами в области сверхпроводников и магнитных материалов.

## Биография
Лонзарик получил степень бакалавра в Калифорнийском университете в Беркли (1967), степень магистра искусств в Университете Миннесоты (1970) и докторскую степень Университета Британской Колумбии (1973). Начав с постдока, он занимал должности в Кембриджском университете. С 1997 года — профессор Кавендишской лаборатории, где возглавляет группу по квантовой материи.

## Исследования
Исследования Лонзарика сосредоточены на твёрдых телах, в которых взаимодействие между электронами может привести к нетрадиционным состояниям вещества. Его работы касались различных классов материалов, включая коллективизированные магниты (такие как MnSi), материалы с тяжёлыми фермионами, и сегнетоэлектрики. Одним из новаторских результатов в области нетрадиционной сверхпроводимости стала демонстрация того, что подавление антиферромагнитного порядка в материалах с тяжёлыми фермионами, то есть квантово-критической точки, может вызвать сверхпроводимость.
Важными аспектами экспериментов группы Лонзарика являются рост кристаллов, сверхнизкие температуры (температуры мК), эксперименты с высоким давлением и квантовые осцилляции (продолжение работ Дэвида Шёнберга).
Среди известных бывших студентов группы Лонзарика — Пирс Коулман, Луи Тайлефер, Эндрю Маккензи и Кристиан Пфлайдерер.

## Награды
- Член Лондонского королевского общества (1989)
- Премия «Еврофизика» (1989)[2]
- Премия Макса Борна (1991)[1][2]
- медаль Гутри (2007)[2]
- Медаль Румфорда (2010)
- Премия Камерлинг-Оннеса[англ.] (2015)[8]